# I'm Not Okay (I Promise)
I'm Not Okay (I Promise) è un singolo dei My Chemical Romance, il secondo estratto dall'album Three Cheers for Sweet Revenge, nel 2004. Ha raggiunto l'86ª posizione nella classifica statunitense e la 19ª in quella inglese.
La canzone originariamente si chiamava I Promise It's The Last Time.
I'm Not Okay (I Promise) è disponibile nella tracklist di Guitar Hero: Warriors of Rock; la versione del videogioco sostituisce le parole volgari con le parole not really.

## Tracce
Versione 1 (CD promozionale)
1. "I'm not okay (I Promise)" (Radio Edit) – 3:16

Versione 2 (CD lanciato in Australia)
1. "I'm Not Okay (I Promise)" – 3:09
2. "Bury Me in Black" (demo) – 2:39
3. "You Know What They Do to Guys Like Us in Prison" (live a BBC Radio 1) – 2:51

Versione 3 (CD)
1. "I'm Not Okay (I Promise)" – 3:09
2. "Bury Me in Black" (demo) – 2:37
3. "You Know What They Do to Guys Like Us in Prison" (live a BBC Radio 1 Lock Up) – 2:51
4. "I'm Not Okay (I Promise)" (live su MTV $2 Bill) – 3:24

Versione 4 (CD ripubblicato)
1. "I'm Not Okay (I Promise)" – 3:07
2. "You Know What They Do to Guys Like Us in Prison" (live a BBC Radio 1 Lock Up) – 2:51

Versione 5 (CD ripubblicato)
1. "I'm Not Okay (I Promise)" – 3:09
2. "You Know What They Do to Guys Like Us in Prison" (live a BBC Radio 1 sesión Lock Up) – 2:51
3. "I'm Not Okay (I Promise)" (live su MTV $2 Bill) – 3:24

Versione 6 (download digitale)
1. "I'm Not Okay (I Promise)" – 3:09
2. "You Know What They Do to Guys Like Us in Prison" (live a BBC Radio 1 sesión Lock Up) – 2:51